# 電子郵件篩檢
電子郵件過濾是指用反垃圾電子郵件技術對收到的可疑的電子郵件進行自動處理。 
電子郵件過濾軟體可能會在最初的SMTP連接階段拒絕一個項目，或者將其原封不動地傳遞到用戶的信箱--或者：將郵件轉傳到其他地方，再傳遞，或將其隔離以便進一步檢查，或以某種方式編輯或 "標記 "它。 

## 動機
郵件篩檢程式的常見用途包括整理收到的電子郵件、清除垃圾郵件和電腦病毒。一個不太常見的用途是，有一些公司會檢查發出的電子郵件，以確保員工遵守規定的政策和法律。用戶也可以使用郵件篩檢程式來確定郵件的優先順序，並根據主題或其他標準將其分類到資料夾中 

## 方法
信箱提供商也可以在其郵件傳輸媒介中安裝郵件篩檢程式，作為對所有客戶的服務。反病毒、反垃圾郵件、URL過濾和基於認證的拒絕是常見的篩檢程式類型。 
公司經常使用篩檢程式來保護員工和他們的資訊技術資產。覆蓋式篩檢程式將 "覆蓋"所有發往該領域名稱的電子郵件，而這些電子郵件在郵件伺服器中並不存在--這可以幫助避免因拼寫錯誤而丟失電子郵件。 
使用者，可以安裝單獨的程式（見下面的連結），也可以將過濾配置為其電子郵件程式（電子郵件用戶端）的一部分。在電子郵件程式中，使用者可以製作個人的"手動"篩檢程式，然後根據選擇的標準自動過濾郵件。 

## 進出過濾
郵件篩檢程式可以對進出的電子郵件流量進行操作。進入的郵件過濾涉及掃描來自網路的並發往受過濾系統保護的使用者的郵件，或進行合法攔截。出去的電子郵件過濾涉及相反的情況--在任何潛在的有害資訊會傳給網路上的其他人之前，掃描在地使用者的電子郵件資訊。網路服務提供者常用的一種出去的郵件過濾方法是透明SMTP媒介，即通過網路內的透明媒介攔截和過濾郵件流量。出去的郵件過濾也可以在電子郵件伺服器中進行。許多企業在其出去的郵件伺服器中採用了資料防洩漏技術，以防止敏感資訊通過電子郵件洩漏。 

## 客製化
郵件過濾器具有不同程度的可配置性。有時，它們會根據匹配一個規則運算式來做出決定。其他時候，代碼可能會匹配郵件正文中的關鍵字，或者可能是郵件寄件者的電子郵寄地址。通過程式設計語言可以實現更複雜的控制流程和邏輯；這通常是通過資料驅動的程式設計語言來完成的，例如procmail，它指定了要匹配的條件和在匹配時採取的行動，這可能涉及到進一步的匹配。一些更高級的篩檢程式，特別是反垃圾郵件篩檢程式，使用統計文檔分類技術，如純然貝葉斯分類器。圖像過濾可以使用複雜的圖像分析演算法，來檢測通常與色情圖像有關的膚色和特定的身體形狀。 
微軟Outlook包括被稱為"規則"的使用者生成電子郵件篩檢程式。
- - 貝葉斯垃圾郵件過濾
  - CRM114
  - 資訊過濾
  - 瑪律可夫歧視
  - 出站垃圾郵件防護
  - Sieve（郵件過濾語言）是用於描述郵件篩檢程式的RFC標準 ----
  - 白名單＃電子郵件白名單

## 外部連結
- 中的“Spam filtering”